# Pondwell
Pondwell – wieś w Anglii, na wyspie Wight. Leży 12 km na wschód od miasta Newport i 113 km na południowy zachód od Londynu.